# Kastom

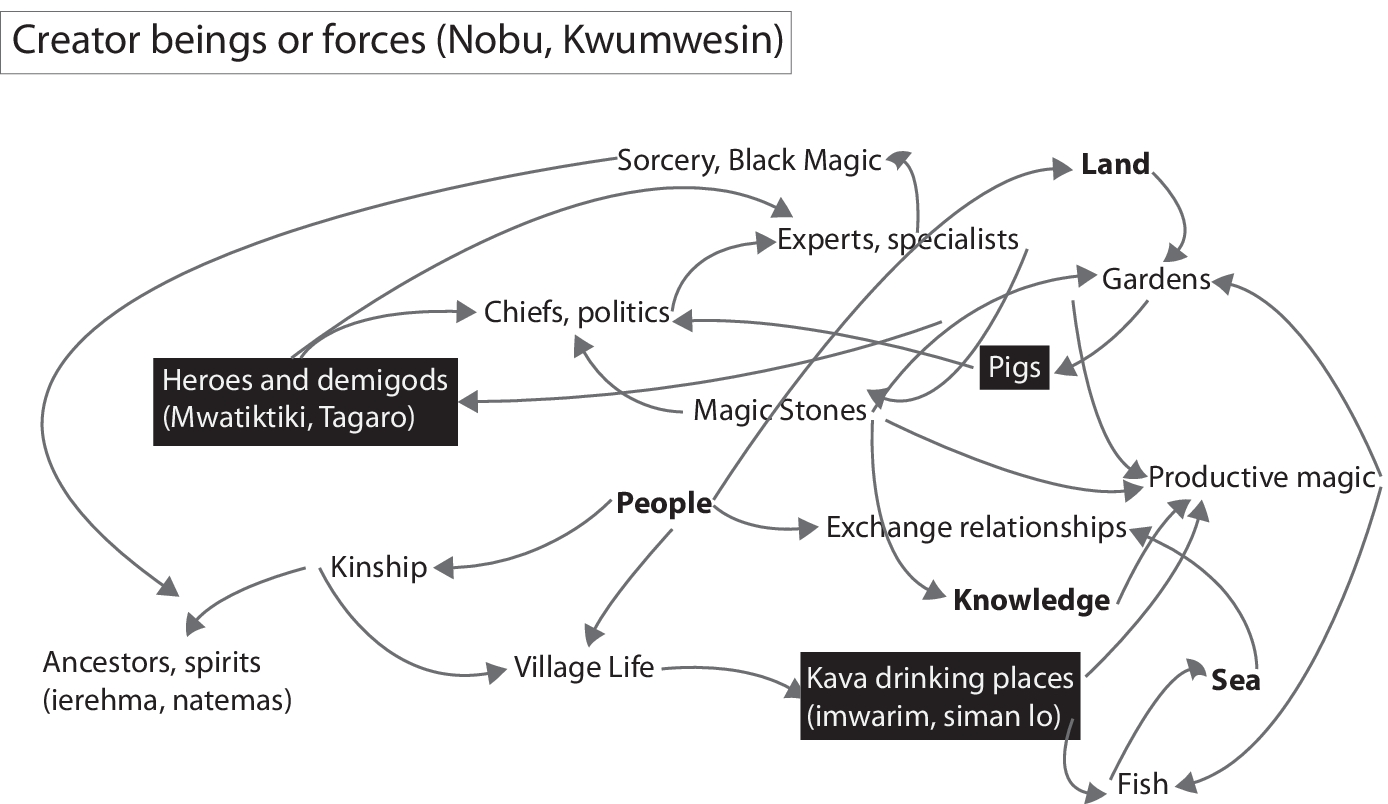
Forces et entités dans la kastom du Vanuatu du Sud selon James Flexner.

La kastom est le type d'ordre juridique propre aux peuples autochtones de Mélanésie. Des formes de kastom sont en vigueur entre autres au Vanuatu, à Bougainville et dans les Îles Salomon. Ce concept est également proche de celui de « coutume » ou droit kanak développé en Nouvelle-Calédonie.

## Étymologie
Kastom est un mot des pidgins mélanésiens comme le bislama, qui vient de l'anglais custom (en français : « coutume »).

## Procédure
Il y a une grande diversité dans les façons d'exercer la kastom, mais il existe un fond commun aux réunions dans les nakamals servant à la résolution des conflits. Il y a d'abord une période de préparation de l'audience, avec des concertations ou des procédures, puis l'assemblée est constituée en prenant soin de garantir une forme d'équilibre. La délibération (en bichelamar: serem toktok) a ensuite lieu, puis une décision est prise. Souvent, une cérémonie de réconciliation (kastom sori) est organisée à la suite de cette procédure, sur le mode de la justice réparatrice.

## Wantok
Le wantok est une forme de réseau de solidarité économique sur le mode de l'économie du don, qui est intimement lié à la kastom.

## Kastomet genre
Malgré le patriarcat propre aux sociétés mélanésiennes, le maniement de la kastom s'ouvre aux femmes. La kastom devient aussi un lieu de débat sur l'égalité des sexes à travers les questions sur les costumes des femmes. Dans le film Tanna, les tensions entre les mariages arrangés kastom et l'amour romantique sont explorées, avec à la fois une présentation de la kastom comme résistance, et une idéalisation de l'amour à l'occidentale.

## Intendance des terres
Dans la kastom, les terres sont généralement gérées à travers les clans.

## Mouvement culturelkastom

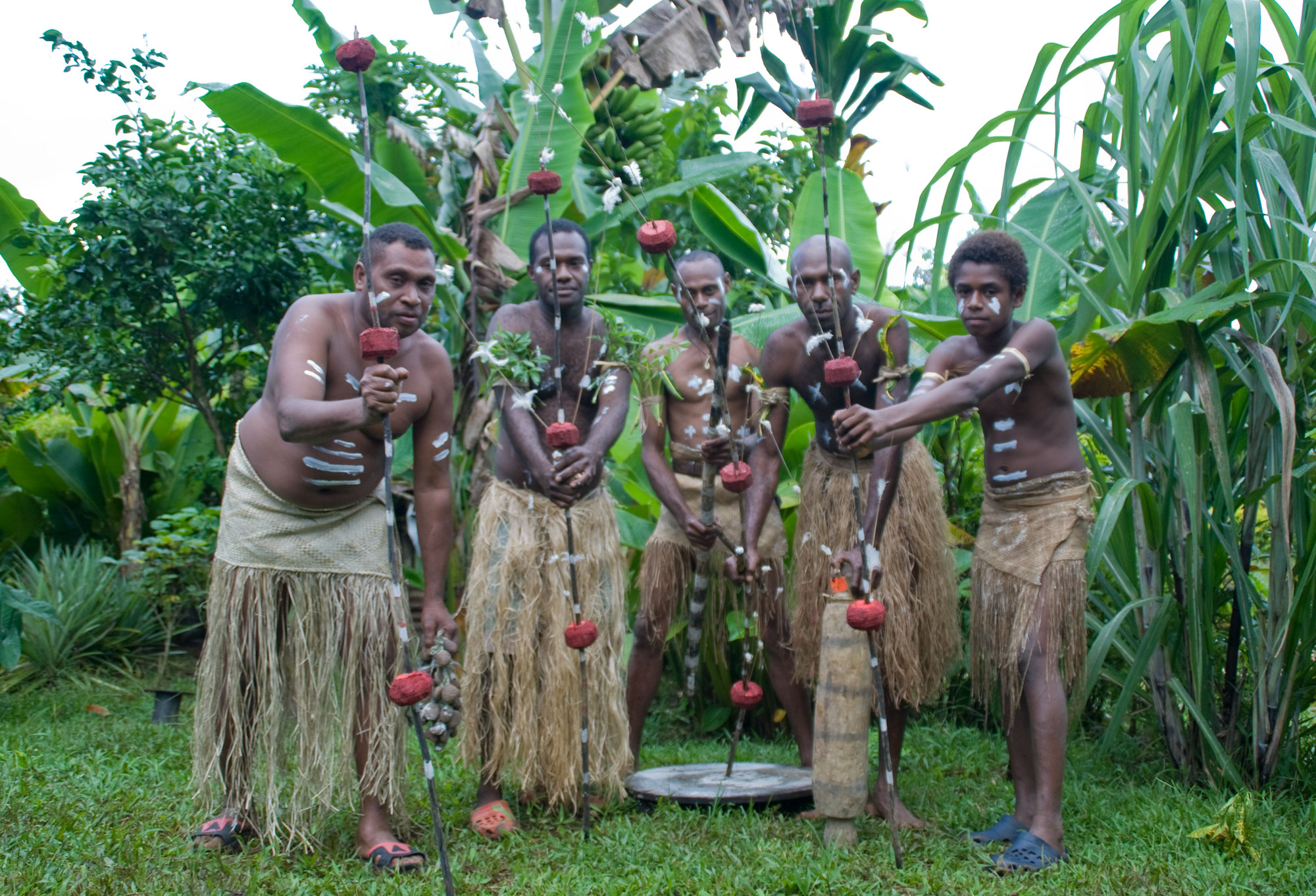
Danceurs kastom au Vanuatu.

La kastom sert à qualifier diverses pratiques culturelles autochtones, par opposition aux pratiques skul qui découlent des écoles des missionnaires, et on parle généralement de la kastom d'un groupe ou d'une personne en particulier plutôt que de la kastom en général.

## Articulations avec le droit étatique et le christianisme
La kastom, qui est non-étatique, entretient des relations avec les droits européens (en bislama loa blong waetman, litt. en français : « le droit selon les blancs ») et la religion chrétienne issus de la colonisation: ainsi au Vanuatu ces différents systèmes normatifs fonctionnent parallèlement sans trop de problèmes, même si plusieurs aspects de leur coordination et leur évolution sont débattus. Toutefois, cette coexistence est généralement déniée par la puissance étatique, comme en droit vanuatais qui ignore les opérations de la kastom. La kastom est aussi de plus en plus intensément portée par des mouvements de revitalisation (en) autochtones qui remettent en cause le christianisme et le mode de vie occidental,. À Bougainville, la réconciliation des colons avec les autochtones passe à travers la kastom mieux que dans d'autres pays colonisés qui ont implémenté des formes occidentales de justice transitionnelle, selon Volker Boege.

## Dynamisme
Jusqu'aux années 1990, de nombreux anthropologues ont décrit la kastom comme une invention de la tradition, mais ce point de vue a depuis été largement critiqué comme réducteur. En effet, la kastom consiste certes en une réappropriation des projets de réification des « coutumes » mélanésiennes que les puissances coloniales française et britannique avaient tenté de mener afin de mieux contrôler leurs victimes. Toutefois, cette récupération n'est ni simplement une continuation des codifications colonialistes, ni un projet monolithique de libération, mais bien une forme complexe de normativité qui est aussi une relation aux esprits des ancêtres et permet de prendre soin de tous les aspects de la société.